# منفذ النويصب
منفذ النويصيب هو المنفذ الحدودي بين المملكة العربية السعودية ودولة الكويت، يبعد عن مدينة الكويت 90 كيلومتر ، ويبعد عن مدينة الرياض 450 كيلو متر .